# Obersdorf (Gemeinde Wolkersdorf im Weinviertel)

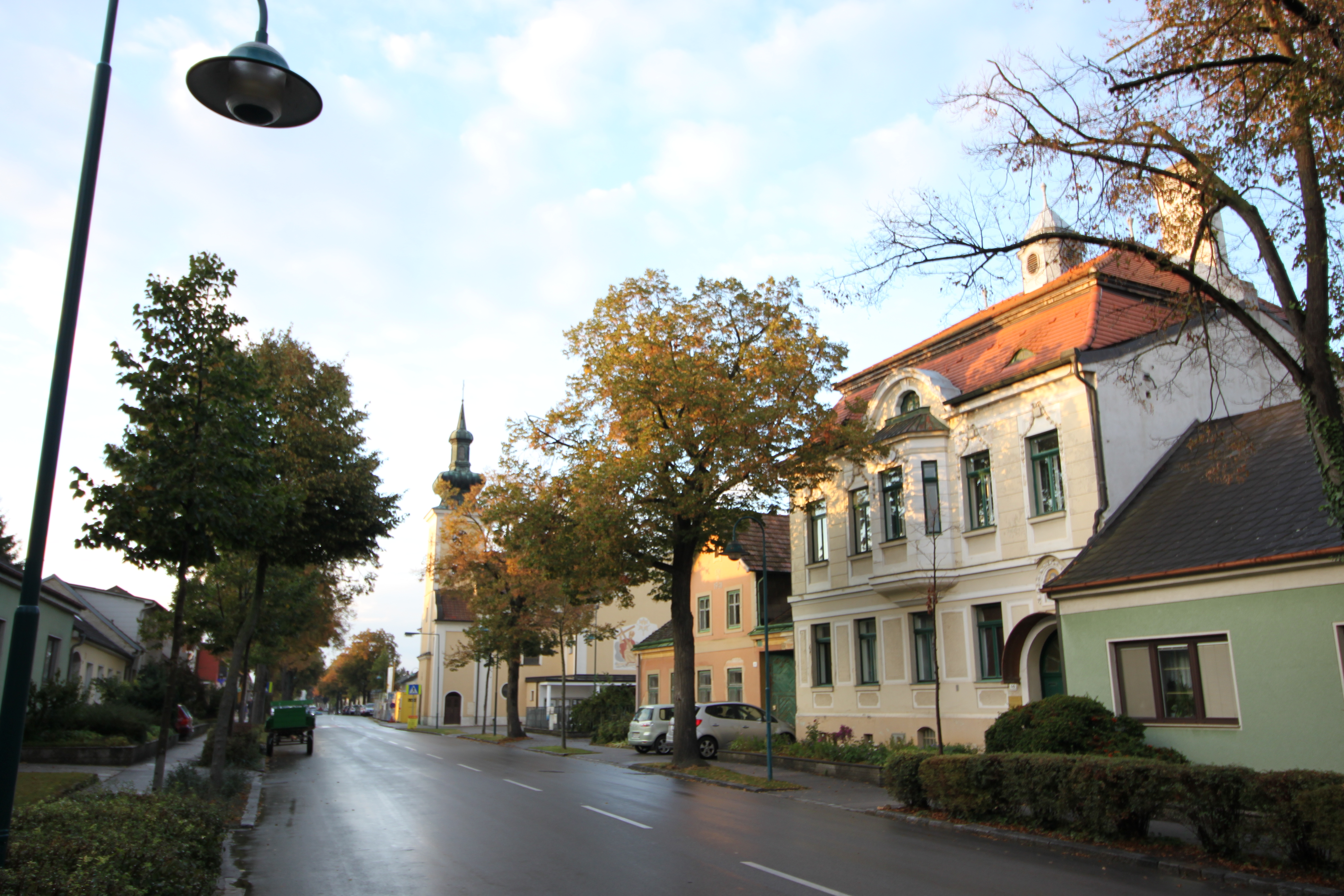
Der Pfarrhof an der Hauptstraße

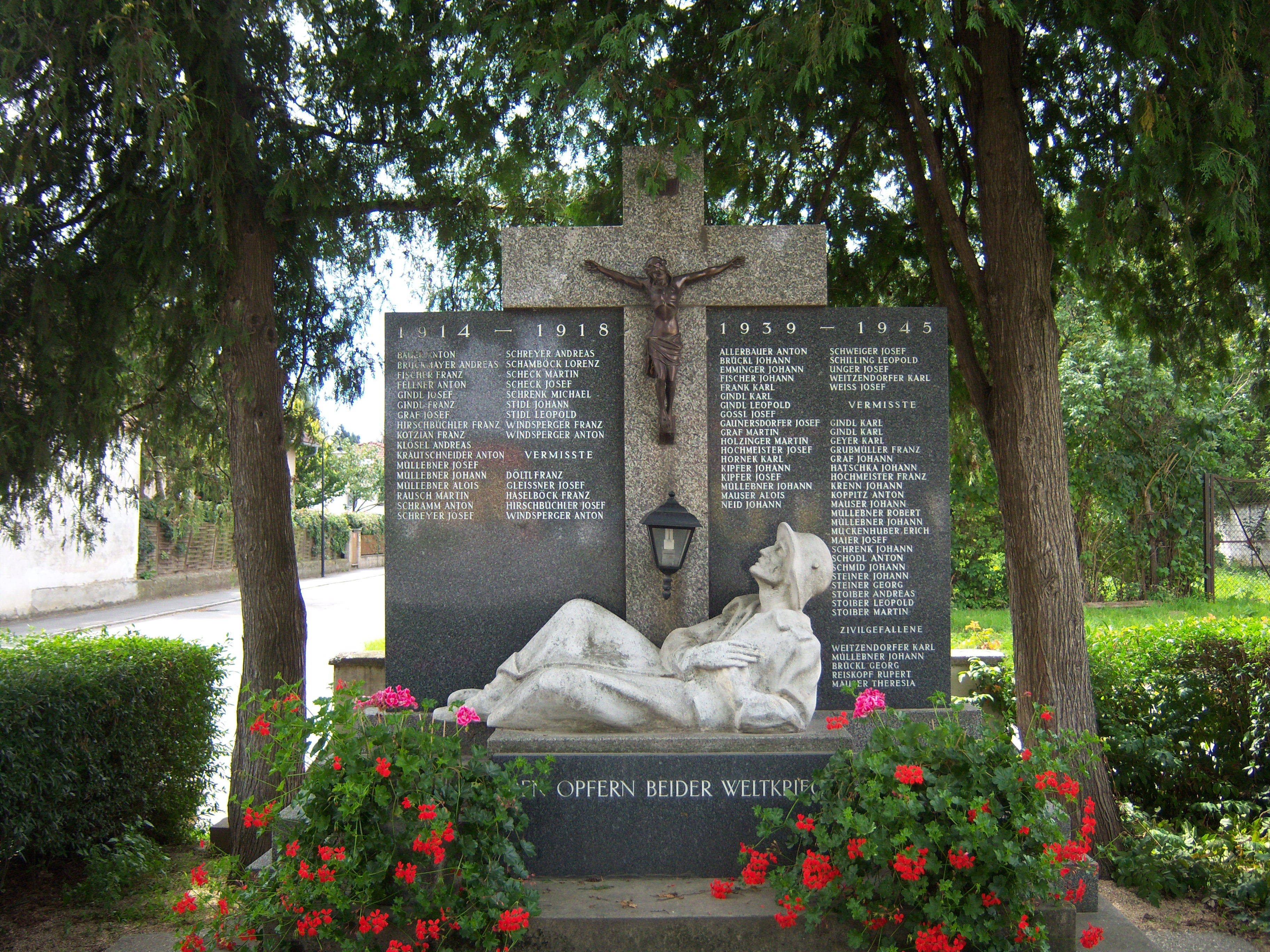
Kriegerdenkmal in Obersdorf

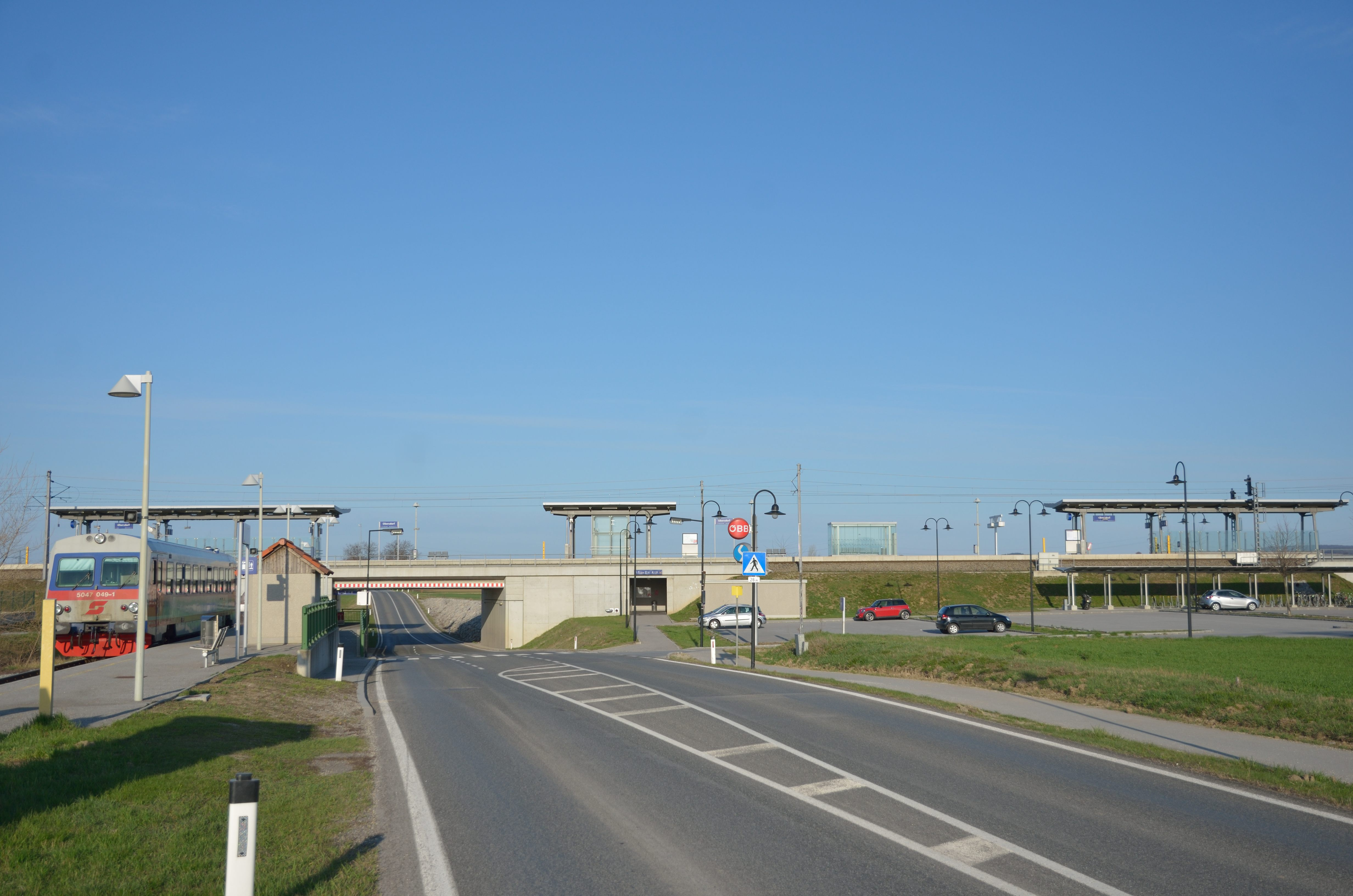
Bahnhaltestelle Obersdorf

Obersdorf ist ein Dorf, eine Ortschaft und eine Katastralgemeinde der Stadtgemeinde Wolkersdorf im Weinviertel in Niederösterreich mit 1637 Einwohnern (Stand 1. Jänner 2024). Bis Ende 1971 war Obersdorf eine eigenständige Gemeinde.

## Geografie
Obersdorf ist ein nordwest-südost ausgerichtetes Straßendorf am Südrand des Hochleithenwaldes mit einer platzartigen Ausweitung der Hauptstraße in der Ortsmitte. Es weist eine geschlossene traufständige Verbauung aus Gassenfronthäusern mit Putzfassaden auf.
Die Katastralgemeinde wird von Landwirtschaft und Weinbau dominiert, 600 ha der Fläche entfallen auf landwirtschaftliche Nutzflächen. Im Lauf der Jahre wuchs Obersdorf mit dem Hauptort Wolkersdorf zusammen.
Obersdorf liegt im südlichen Weinviertel zwischen den Nachbarorten Wolkersdorf im Weinviertel im Westen und Pillichsdorf  im Osten.

## Geschichte
Im Jahr 1130 wurde der Ort erstmals unter dem Namen „Albrechtsdorf“ urkundlich erwähnt. 1317 wurde „Obrechsdorf“, daz gelegen ist zwischen Wolfgersdorf und Pilichsdorf, genannt. 
1696 wurde eine Kapelle am heutigen Standort der Pfarrkirche Obersdorf errichtet. 1699 überschwemmte der Rußbach mehrmals den Ort. Deshalb wurde Obersdorf an den heutigen Standort auf der anderen Seite des Rußbachs verlegt. 
Der Kirchturm wurde 1724 gebaut, 1830 wurde der Rußbach um 30 Klafter nach Norden verlegt. 1870 wurde die Ostbahn von den K.u.k. Staatsbahnen errichtet. Das Schulgebäude wurde 1875 gebaut und die Freiwillige Feuerwehr wurde 1889 gegründet.
1933 wurde der Ort zur Marktgemeinde erhoben und mit 1. Jänner 1972 schließlich in die Stadtgemeinde Wolkersdorf im Weinviertel eingegliedert.

## Verkehr
Die Schnellbahnlinie S2 und die Regionalexpresszüge (REX) verbinden Obersdorf mindestens halbstündlich mit Wolkersdorf und Wien und mindestens stündlich mit Laa an der Thaya. 

## Persönlichkeiten
- Manfred Buchinger (* 1952), Koch und Gastronom